# Chloe Lang
Chloe Lourenco Lang (Connecticut, 14 de novembro de 2001) é uma atriz, cantora e modelo norte-americana, mais conhecida por seu papel como Stephanie Meanswell no seriado infantil LazyTown, onde atuou de 2013 a 2014, que a rendeu uma indicação de melhor atriz de TV para o Young Artist Awards. Além da série, a atriz também participou de seriados como Brooke & Carly (2016), Caçadores de Mistérios (2009) e Doctors (2007).
De acordo com o Internet Movie DataBase, a atriz também foi indicada como melhor atriz nos festivais Point Lookout Film Festival, Hang Onto Your Shorts Film Festival, Brightside Tavern Film Festival graças ao seu papel no filme Harper's First Kiss. Em junho de 2022, Lang foi confirmada no elenco da 2° temporada do seriado Gravesend da Tubi. Em setembro de 2023 estrelou o curta-metragem "The Lost Weekend" do diretor Charlie Norton.

## Biografia
Chloe Lang nasceu em Connecticut, Estados Unidos, em 14 de novembro de 2001. Começou a dançar aos 2 anos e fez parte da escola de dança Dance Connection. Ele apareceu em vários comerciais de televisão, como: Pillsbury, Baby Alive, Cablevision e Yale-New Haven Hospital.
Em 2013, ela foi escolhida para interpretar Stephanie Meanswell na terceira temporada da série infantil LazyTown, ao lado dos atores Magnús Scheving e Stefán Karl Stefánsson. Seu personagem já havia sido interpretado pelas atrizes Julianna Rose Mauriello (temporadas 1 e 2) e Shelby Young (episódio piloto). Em 2014, Chloe foi indicada ao Young Artist Awards por este papel na categoria Melhor Atriz em Série de TV (Comédia ou Drama).

## Carreira

### Filmografia

#### Cinema
| Ano  | Título              | Papel            |
| ---- | ------------------- | ---------------- |
| 2010 | Sundown             | Girl             |
| 2011 | Mask Face           | Foster Child     |
| 2013 | My Brother Jack     | Girl with Flower |
| 2018 | Harper's First Kiss | Harper           |
| 2017 | The Fifth Borough   | Skylar           |
| 2023 | The Lost Weekend    | Caroline         |

#### Televisão
| Ano         | Título                 | Papel                           |
| ----------- | ---------------------- | ------------------------------- |
| 2007        | Doctors                | Josie McRea                     |
| 2009        | Caçadores de Mistérios | Missy Lutz                      |
| 2013 - 2014 | LazyTown               | Stephanie / Stephanie Meanswell |
| 2016        | Brooke & Carly         | Jasmine                         |
| 2022        | Gravesend              |                                 |

### Discografia

#### Trilhas sonoras
| Ano  | Álbum                  | Formato |
| ---- | ---------------------- | ------- |
| 2013 | LazyTown – Here We GO! | CD      |

#### Singles
- 2017 - "LazyTown Forever"
- 2017 - "Party Down The Road"
- 2018 - "I Won't Cry"
- 2019 - "Easy Dawns"
- 2019 - "Without Me"
- 2020 - "Is It Love"

## Prêmios e indicações
| Ano  | Prêmio                              | Categoria                   | Nomeação                        | Resultado |
| ---- | ----------------------------------- | --------------------------- | ------------------------------- | --------- |
| 2014 | Young Artist Awards                 | Melhor Atriz em Série de TV | Stephanie Meanswell em LazyTown | Indicado  |
| 2020 | Point Lookout Film Festival         | Melhor Atriz                | Harper's First Kiss             | Venceu    |
| 2020 | Hang Onto Your Shorts Film Festival | Melhor Atriz                | Harper's First Kiss             | Venceu    |
| 2020 | Brightside Tavern Film Festival     | Melhor Atriz                | Harper's First Kiss             | Venceu    |